# Cycnoderus brevicolle
Cycnoderus brevicolle là một loài bọ cánh cứng trong họ Cerambycidae.